# كيفن ميلر (لاعب كرة قدم أمريكية)
كيفن ميلر (بالإنجليزية: Kevin Miller) هو لاعب كرة قدم أمريكية أمريكي، ولد في 21 مارس 1955 في ويرتون في الولايات المتحدة.

## وصلات خارجية
- كيفن ميلر على موقع مرجع كرة القدم المحترفة.كوم (الإنجليزية)
- كيفن ميلر على موقع JustSportsStats.com (الإنجليزية)
- كيفن ميلر على موقع كلية كرة القدم في سبورتس رفرنس.كوم (الإنجليزية)